# Pseudamycus albomaculatus
Espèce
Synonymes
- Amycus albomaculatus Hasselt, 1882

Pseudamycus albomaculatus est une espèce d'araignées aranéomorphes de la famille des Salticidae.

## Distribution
Cette espèce se rencontre en Malaisie et en Indonésie à Sumatra et à Java.

## Publication originale
- Hasselt, 1882 : Araneae. Midden Sumatra IV. 3de Aflev. Naturlijke Historie. Leiden, vol. 11A, p. 1-56.